# St Clement's Church
St Clement's Church (in het Schots-Gaelisch: "Tùr Chliamainn") is een zestiende-eeuwse kerk in Rodel op het eiland Harris van de Schotse Buiten-Hebriden. De kerk is gewijd aan Paus Clemens I.

## Geschiedenis
Het oudste deel van de kerk stamt mogelijk uit de dertiende eeuw. Er zijn overleveringen die aangeven dat de kerk op de plaats staat van een ouder klooster. De huidige kerk stamt voor het grootste deel uit de zestiende eeuw en werd vermoedelijk gebouwd door Alexander MacLeod tussen 1520 en 1530. Mogelijk bouwde hij de kerk om een nieuwe plaats te creëren voor de begrafenissen van de stamhoofden van zijn clan, als alternatief voor Iona Abbey. In ieder geval was hijzelf de eerste die hier en niet in Iona Abbey werd begraven. Zijn grafmonument was reeds in 1528 gereed, twintig jaar voor zijn overlijden. Na Iona Abbey, is St Clement's Church de grootste kerk in de Hebriden.
Na de reformatie raakte de kerk vanaf ongeveer 1560 in onbruik. In 1784 werd de kerk gerestaureerd, waarbij er in 1787 brand uitbrak gedurende de werkzaamheden. Het dak moest als gevolg van de brand opnieuw hersteld worden. Verdere restauratiewerkzaamheden hadden plaats in 1873 en 1913.

## Bouw
De kerk heeft een kruisvormige plattegrond, waarbij het schip oost-westelijk georiënteerd is. De twintig meter hoge toren staat aan het westelijke uiteinde van de kerk. De toren staat op een natuurlijke rots en heeft daarmee een hogere positie dan de rest van de kerk. De toegang van de kerk bevindt zich aan de noordzijde, tussen het noordelijke transept en de toren. In de buitenmuur van de toren zijn enkele beeldhouwwerken aangebracht. Aan de westzijde van de toren is een bisschop afgebeeld, mogelijk St Clemens. Het meest opvallende beeldhouwwerk betreft een Sheela na Gig aan de zuidzijde. Een Sheela na Gig betreft een afbeelding van een naakte vrouw. Dergelijke afbeeldingen zijn vooral te vinden in de muren van kastelen en kerken in Ierland. Ook in de zuidmuur van Iona Nunnery bevindt zich een Sheela na Gig, maar daar is de afbeelding in de 21e eeuw zodanig versleten dat zij nauwelijks meer herkenbaar is.

## Grafmonumenten
In de kerk bevinden zich drie grafmonumenten en vijf losse grafstenen. Vier van de vijf losse grafstenen zijn afkomstig uit de vloer van het koor. De stenen staan nu opgesteld tegen de muur in het noordelijke transept. Vier van de stenen zijn vermoedelijk afkomstig uit de zestiende eeuw, terwijl op de vijfde steen het jaartal 1725 staat afgebeeld. Op deze laatste steen staan de initialen "RC" en "AMS" en was daarom meest waarschijnlijk bedoeld voor het graf van Roderick Campbell, een voormalige kamerheer van Harris, en zijn vrouw Ann MacSween.

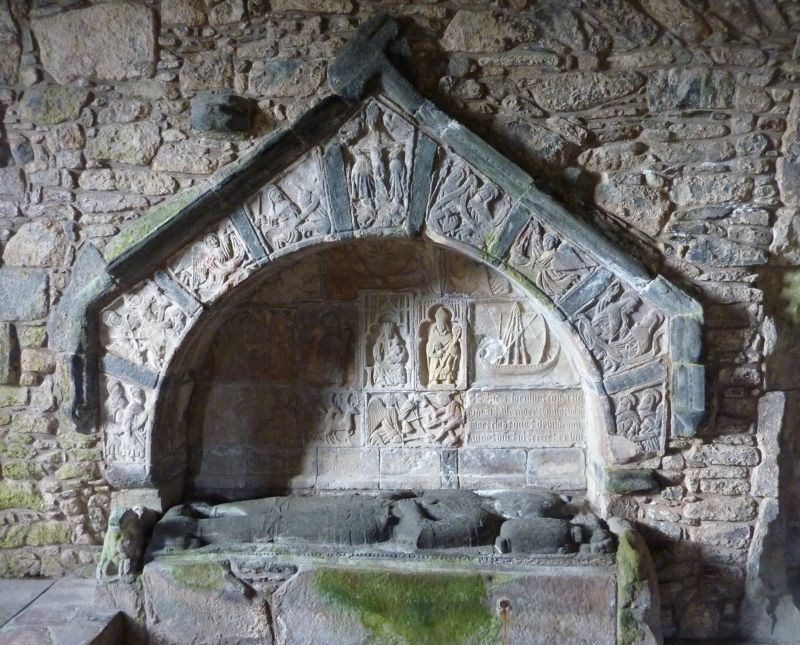
Het grafmonument van Alexander MacLeod
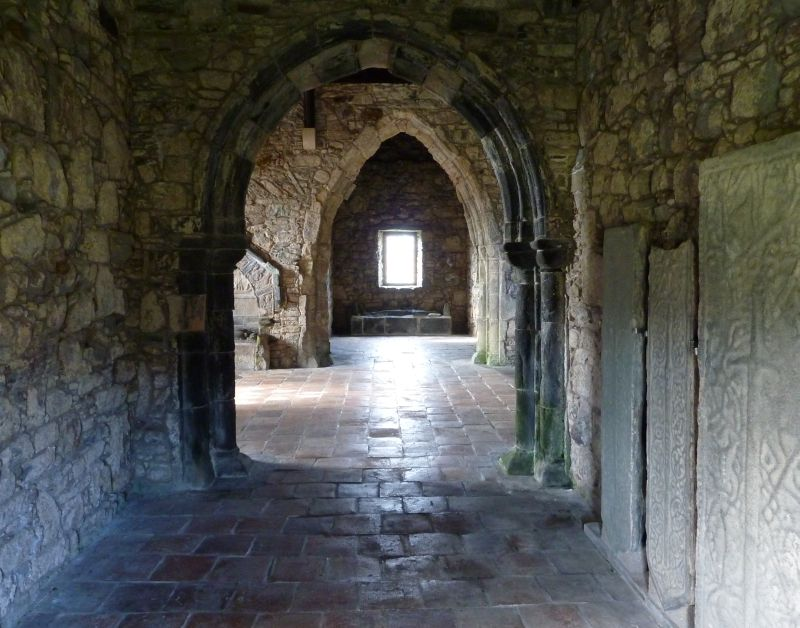
Zicht vanuit het noordelijke transept naar het zuidelijke transept. Rechts staan de grafstenen opgesteld tegen de muur
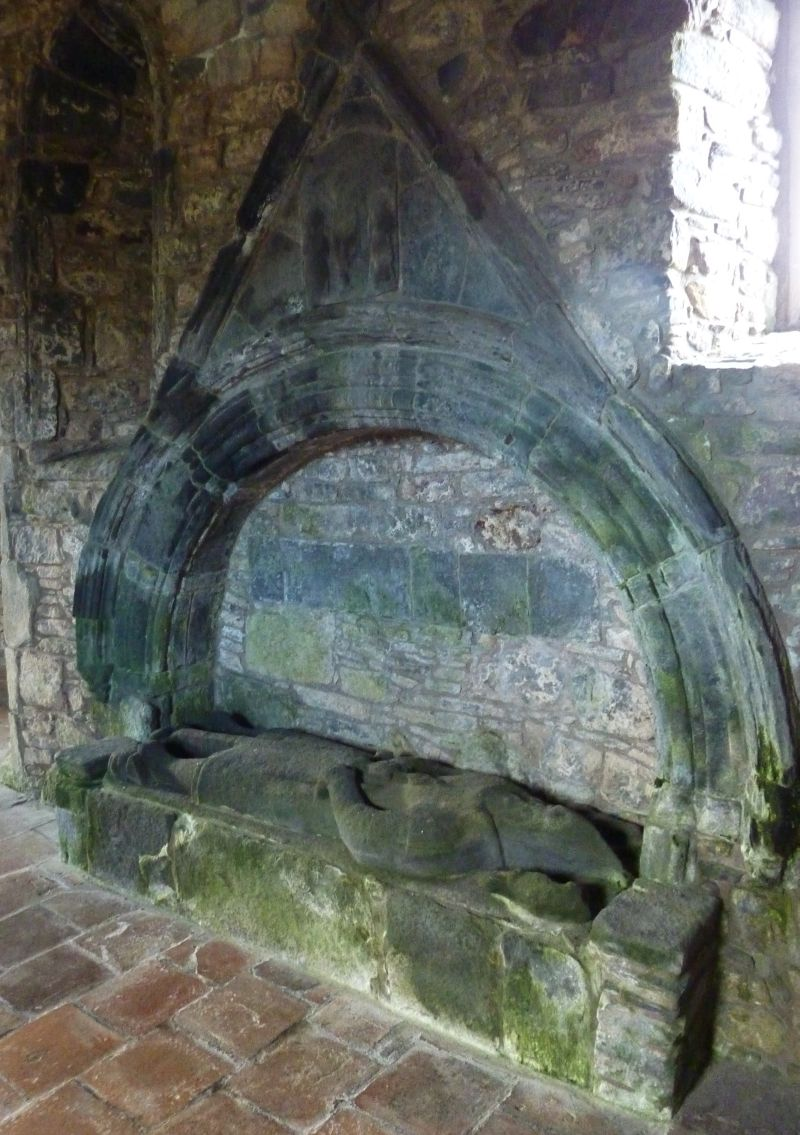
Het grafmonument van William MacLeod
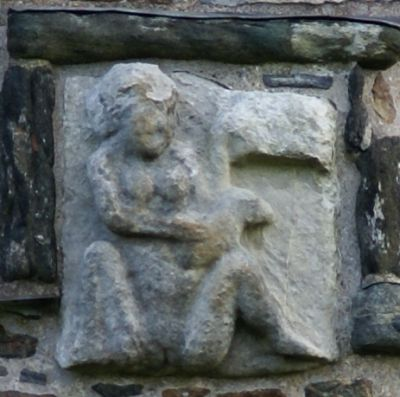
e Sheela Na Gig

### Alexander MacLeod
Het grafmonument van Alexander MacLeod, de vermoedelijke bouwer van de kerk, is het meest versierde grafmonument van de kerk. Het monument bevindt zich tegen de zuidmuur van het schip, net ten oosten van het zuidelijke transept. Alexander MacLeod was het achtste clanhoofd van de clan MacLeod. Deze clan beheerde de regio van Lewis, Harris en Skye en had als belangrijkste kasteel Dunvegan Castle op Skye. Als gevolg van een verwonding in een gevecht met de clan MacDonald had hij een bochel. In het Schots-Gaelisch werd hij daarom ook Alisdair Crotach (Alexander de Gebochelde) genoemd. Hij liet dit grafmonument nog gedurende zijn leven voor zichzelf bouwen.
Het grafmonument bestaat uit een nis met een boogvormige bovenzijde. Langs deze boog zijn er christelijke afbeeldingen; aan de top de drie-eenheid, met aan weerszijden afbeeldingen van de evangelisten en verder de twaalf apostelen. Op de achterwand van de nis zijn er afbeeldingen van engelen, bisschoppen, de Maagd Maria, leden van de clan MacLeod, een kasteel en een galei. Op de achterwand staat ook een inscriptie in het Latijn: Hic loculus, composuit per dominum alexander filius vilelmi macclod domino de dunbegan anno domini MCCCCCXXVIII (deze plaats is gemaakt door heer Alexander, zoon van William Macleod, heer van Dunvegan, in het jaar onzes Heren 1528). In de nis bevindt zich ook een gisant (een liggende afbeelding) van Alexander MacLeod, in volledige wapenrusting met een zwaard op zijn borst.

### William MacLeod
William MacLeod was de zoon van Alexander, de vermoedelijke bouwer van de kerk. Ook hij regelde al tijdens zijn leven de bouw van een grafmonument. Het monument was gereed in 1539, terwijl hij pas in 1551 overleed. Dit grafmonument bevindt zich eveneens tegen de zuidmuur van het schip, maar dan ten westen van het zuidelijke transept. Het lijkt in opzet op het graf van zijn vader, namelijk een nis met een boogvormige bovenzijde. Er zijn echter geen afbeeldingen zichtbaar, behalve de gisant die hemzelf als ridder in wapenrusting uitbeeldt.

### John MacLeod
John MacLeod volgde William op als hoofd van de clan MacLeod. John overleed in 1557. Zijn grafmonument staat tegen de zuidwand van het zuidelijke transept. Het monument bestaat enkel uit een gisant, waarbij hij in harnas is afgebeeld.

## Beheer
St Clement's Church wordt beheerd door Historic Scotland.